# Mid-Season Invitational 2021
O Mid-Season Invitational 2021 ou MSI 2021 foi a 6ª edição do torneio competitivo internacional de intertemporada do esporte eletrônico de League of Legends organizado anualmente pela Riot Games. O MSI reúne os campeões do primeiro split de cada região e os vice-campeões das regiões major.
O torneio ocorreu entre 6 e 23 de maio de 2021 e a sede do torneio escolhida para essa temporada foi Laugardalshöll em Reiquiavique, Islândia.
11 das 12 ligas enviaram representantes para o torneio, a VCS não enviou representantes devido a restrições da Pandemia de COVID-19 no Vietnã. Essa foi a primeira vez em que todos os participantes de todas as regiões começaram o torneio da mesma fase, diferente dos anos anteriores, onde as ligas minors precisavam passar pela Fase de Entrada para poder enfrentar equipes de regiões major.
"Starts Right Here" foi o tema do torneio, performado por Foreign Air e Kenny Mason.
A equipe chinesa Royal Never Give Up derrotou a coreana DWG KIA por 3–2 na final, conquistando seu segundo título do MSI.

## Sede
| Islândia            |
| ------------------- |
| Laugardalshöll [en] |
| Capacidade: 5.500   |
| Reykjavík           |

## Formato
- 12 equipes participam;
- Fase 1 (Grupos):
  - Sorteio define as equipes em três grupos baseados nas seeds;
  - Partidas de ida e volta;
  - Partidas em Melhor de 1;
  - As 2 melhores equipes de cada grupo avançam para fase 2;
- Fase 2 (Pontos):
  - Partidas em Melhor de 1;
  - Partidas de ida e volta;
  - As 4 melhores equipes avançam para fase 3;
- Fase 3 (Eliminatórias):
  - Eliminação única;
  - Partidas em Melhor de 5;
- Patch 11.9 com Gwen e Viego desabilitados.

## Participantes
| Acr. | Região Competitiva | Liga  | Equipe              | Classificação                        |
| ---- | ------------------ | ----- | ------------------- | ------------------------------------ |
| KR   | Coreia do Sul      | LCK   | DWG KIA             | Campeão da LCK 2021 Spring           |
| CN   | China              | LPL   | Royal Never Give Up | Campeão da LPL 2021 Spring           |
| EMEA | Europa             | LEC   | MAD Lions           | Campeão da LEC 2021 Spring           |
| NA   | América do Norte   | LCS   | Cloud9              | Campeão da LCS 2021 Spring           |
| PCS  | Pacífico           | PCS   | PSG Talon           | Campeão da PCS 2021 Spring           |
| VN¹  | Vietnã             | VCS   | GAM Esports         | Campeão da VCS 2021 Spring           |
| BR   | Brasil             | CBLOL | paiN Gaming         | Campeão do CBLOL 2021 Primeira Etapa |
| LAT  | América Latina     | LLA   | INFINITY            | Campeão da LLA 2021 Apertura         |
| TR   | Turquia            | TCL   | Istanbul Wildcats   | Campeão da TCL 2021 Winter           |
| JP   | Japão              | LJL   | DetonatioN FocusMe  | Campeão da LJL 2021 Spring           |
| OCE  | Oceania            | LCO   | Pentanet.GG         | Campeão da LCO 2021 Split 1          |
| CIS  | Leste Europeu      | LCL   | Unicorns of Love    | Campeão da LCL 2021 Spring           |

## Fase 1 (Grupos)
| Grupo A | Grupo A             | Grupo A | Grupo A | Grupo A | Grupo A | Grupo A            |
| Pos.    | Equipe              | P       | V       | D       | Apr.    | Qualificação       |
| ------- | ------------------- | ------- | ------- | ------- | ------- | ------------------ |
| 1       | Royal Never Give Up | 8       | 8       | 0       | 100%    | Avança para Fase 2 |
| 2       | Pentanet.GG         | 8       | 2       | 6       | 25%     | Avança para Fase 2 |
| 2       | Unicorns of Love    | 8       | 2       | 6       | 25%     | Eliminado          |

| Grupo B | Grupo B                      | Grupo B | Grupo B | Grupo B | Grupo B | Grupo B            |
| Pos.    | Equipe                       | P       | V       | D       | Apr.    | Qualificação       |
| ------- | ---------------------------- | ------- | ------- | ------- | ------- | ------------------ |
| 1       | MAD Lions                    | 6       | 5       | 1       | 83%     | Avança para Fase 2 |
| 2       | PSG Talon                    | 6       | 4       | 2       | 67%     | Avança para Fase 2 |
| 2       | paiN Gaming                  | 6       | 2       | 4       | 33%     | Eliminado          |
| 4       | DenizBank Instanbul Wildcats | 6       | 1       | 5       | 17%     | Eliminado          |

| Grupo C | Grupo C            | Grupo C | Grupo C | Grupo C | Grupo C | Grupo C            |
| Pos.    | Equipe             | P       | V       | D       | Apr.    | Qualificação       |
| ------- | ------------------ | ------- | ------- | ------- | ------- | ------------------ |
| 1       | DWG KIA            | 6       | 5       | 1       | 83%     | Avança para Fase 2 |
| 2       | Cloud9             | 6       | 4       | 2       | 67%     | Avança para Fase 2 |
| 3       | DetonatioN FocusMe | 6       | 2       | 4       | 33%     | Eliminado          |
| 4       | INFINITY           | 6       | 1       | 5       | 17%     | Eliminado          |

| Partida de Desempate | Partida de Desempate |
| -------------------- | -------------------- |
| Unicorns of Love     | 0                    |
| Pentanet.GG          | 1                    |

Fonte:

## Fase 2 (Pontos)
| Pos. | Equipe              | P  | V | D | Apr. | Qualificação       |
| ---- | ------------------- | -- | - | - | ---- | ------------------ |
| 1    | DWG KIA             | 10 | 8 | 2 | 80%  | Avança para Fase 3 |
| 2    | Royal Never Give Up | 10 | 7 | 3 | 70%  | Avança para Fase 3 |
| 3    | PSG Talon           | 10 | 6 | 4 | 60%  | Avança para Fase 3 |
| 4    | MAD Lions           | 10 | 5 | 5 | 50%  | Avança para Fase 3 |
| 5    | Cloud9              | 10 | 3 | 7 | 30%  | Eliminado          |
| 6    | Pentanet.GG         | 10 | 2 | 8 | 20%  | Eliminado          |

Fonte:

## Fase 3 (Eliminatórias)
|  | Semifinais          | Semifinais          | Semifinais          |                     |         | Final   | Final | Final |  |
|  |                     |                     |                     |                     |         |         |       |       |  |
|  | DWG KIA             | DWG KIA             | 3                   |                     |         |         |       |       |  |
|  | DWG KIA             | DWG KIA             | 3                   |                     |         |         |       |       |  |
|  | MAD Lions           | MAD Lions           | 2                   |                     |         |         |       |       |  |
|  | MAD Lions           | MAD Lions           | 2                   |                     | DWG KIA | DWG KIA | 2     |       |  |
|  |                     |                     |                     |                     | DWG KIA | DWG KIA | 2     |       |  |
|  |                     |                     | Royal Never Give Up | Royal Never Give Up | 3       |         |       |       |  |
|  | Royal Never Give Up | Royal Never Give Up | Royal Never Give Up | Royal Never Give Up | 3       | 3       |       |       |  |
|  | Royal Never Give Up | Royal Never Give Up |                     |                     |         |         |       |       |  |
|  | PSG Talon           | PSG Talon           | 1                   |                     |         |         |       |       |  |

| MSI 2021                                    |
| China                                       |
| ------------------------------------------- |
| Royal Never Give Up Bicampeões (2.º título) |